# Philippe-Jacques Müller
Pour les articles homonymes, voir Müller.
Philippe-Jacques Müller (ou Philipp-Jakob Müller) est un botaniste français, né le 19 janvier 1832 à Wissembourg dans le Bas-Rhin et mort le 13 mai 1889 en Suisse.

## Biographie
Philippe-Jacques Müller est très tôt passionné par le monde vivant, et collectionne ainsi les papillons, les fossiles et confectionne un herbier. Après des études au collège de Wissembourg, puis au lycée de Nancy, il revient vivre à Wissembourg. Sa rencontre avec Friedrich Wilhelm Schultz, pharmacien et botaniste spécialiste des Rosacées (dont notamment le genre Rubus) est décisive : dès 1856, Müller se spécialise à l'étude du genre Rubus, qui sera la principale œuvre de sa vie. Avec l'aide de plusieurs correspondants, dont Louis-Victor Lefèvre qu'il associe à de nombreuses créations nomenclaturales, il explore la diversité des ronces des contrées allemandes et françaises. Il publie plusieurs articles monographiques, dont un article de plus de deux cents pages publié en 1959 dans la revue Pollichia, intitulé Versuch eine Monographischen Darstellung der gallo-germanischen Arten der Genus Rubus (« Essai d'une monographie des espèces franco-germaniques du genre Rubus »). En 1860, Müller annonce dans le Bulletin de la Société botanique de France le projet de publier un Herbier normal des Rubus de France et d'Allemagne, selon le principe des échanges de centuries. Ce projet ne verra jamais le jour.
En 1872, après la guerre franco-allemande, Müller quitte l'Alsace devenue allemande pour s'installer à Nyon en Suisse, où il abandonne ses recherches scientifiques et se retire presque entièrement de la vie sociale. À sa mort, ses héritiers lèguent son herbier au Musée botanique cantonal vaudois, situé à Lausanne en Suisse. Cette importante collection, bien que partiellement détruite par A. Favrat, contient de nombreux types et est encore intensément étudiée aujourd'hui par les taxonomistes européens.

## Sources
- Nicolas-Jean Boulay, 1891. – Quelques notes sur l'étude des Rubus en France in Bull. Soc. Bot. Fr., 38 : 336-344. Version numérique sur Botanicus.
- Benoît Dayrat, 2003. – Les botanistes et la flore de France, trois siècles de découvertes. Publications Scientifiques du Muséum d'Histoire naturelle, Paris.
- Louis Favrat, 1889. – Notice sur Philippe-Jacques Müller in Bull. Soc. Vaud. Sc. Nat., 25 : 224-228. Version numérique sur ETH Bibliothek.
- J.-L. Moret, 1993. – Catalogue des types de ronces (Rubus) du Musée botanique cantonal vaudois (LAU) in Candollea, 48: 383-415